# Vingerhoedskruiddwergspanner
De vingerhoedskruiddwergspanner (Eupithecia pulchellata) is een nachtvlinder uit de familie van de spanners (Geometridae). De wetenschappelijke naam van de soort is voor het eerst geldig gepubliceerd door Stephens in 1831.

## Kenmerken
De voorvleugellengte bedraagt tussen de 10 en 12 mm. De basiskleur van de voorvleugel is lichtgrijs, met een donkergrijze en geelbruine tekening. De soort kan makkelijk worden verward met de vlasbekdwergspanner (E. linariata). In tegenstelling tot de vlasbekdwergspanner heeft de donkergekleurde middenband bij de costa aan de buitenkant een "deukje". Ook is de tekening van de grotere vingerhoedskruiddwergspanner scherper.

## Levenscyclus
De vingerhoedskruiddwergspanner gebruikt vingerhoedskruid als waardplant. De rups is te vinden van juni tot september en eet van de bloemen. De soort overwintert als pop. Er is jaarlijks een generatie, soms twee, die vliegt van eind april tot halverwege augustus.

## Voorkomen
De soort komt verspreid over Europa en het westen van Noord-Afrika voor. De vingerhoedskruiddwergspanner is in België een zeldzame en in Nederland een zeer zeldzame soort. 